# Těšovice (ort i Tjeckien, Karlovy Vary)
Těšovice är en ort i Tjeckien.   Den ligger i regionen Karlovy Vary, i den västra delen av landet, 120 km väster om huvudstaden Prag. Těšovice ligger 401 meter över havet och antalet invånare är 135.
Terrängen runt Těšovice är kuperad åt sydväst, men åt nordost är den platt. Těšovice ligger nere i en dal. Runt Těšovice är det ganska tätbefolkat, med 149 invånare per kvadratkilometer. Närmaste större samhälle är Karlovy Vary, 14,9 km öster om Těšovice. I omgivningarna runt Těšovice växer i huvudsak blandskog.